# Le Petit Senegal
Le Petit Sénégal oder Little Senegal ist ein Viertel im New Yorker Stadtbezirk Manhattan.  

## Lage
Le Petit Senegal ist ein kleiner Teil des viel größeren und älteren Viertels Harlem.  Es ist schwer die genauen Grenzen dieses Viertels zu benennen. Le Petit Senegal liegt in Central Harlem und umfasst die Blocks um die West 116th Street zwischen der St. Nicholas Avenue im Osten und dem Morningside Park im Westen.

## Geschichte
Seit Mitte der 1980er Jahre zogen westafrikanische Einwanderer in diese Gegend Manhattans, so dass es schließlich den Namen Le Petit Senegal von den westafrikanischen Zuwanderern des Viertels erhielt. Nur Menschen, die nicht hier wohnen, nennen es Little Senegal.
Le Petit Senegal ist ein wichtiger Ort für die Westafrikanische Gemeinde Harlems, um sich hier zu treffen bzw. einzukaufen. So finden sich hier westafrikanische Läden, Restaurants, Bistros, Bäckereien, Cafés und Gewerbe. 
Die Mehrheit dieser Einwanderer stammen aus dem Senegal, wo Französisch die Amtssprache ist. So erklärt sich auch der französische Name des Viertels. Jedoch werden auch afrikanische Sprachen in diesem Teil von Manhattan gesprochen – wie etwa die Wolof. Darüber hinaus leben hier auch Einwanderer anderer westafrikanischer Länder wie Cote d’Ivoire, Ghana, Guinea, Mali, Gambia und Burkina Faso.

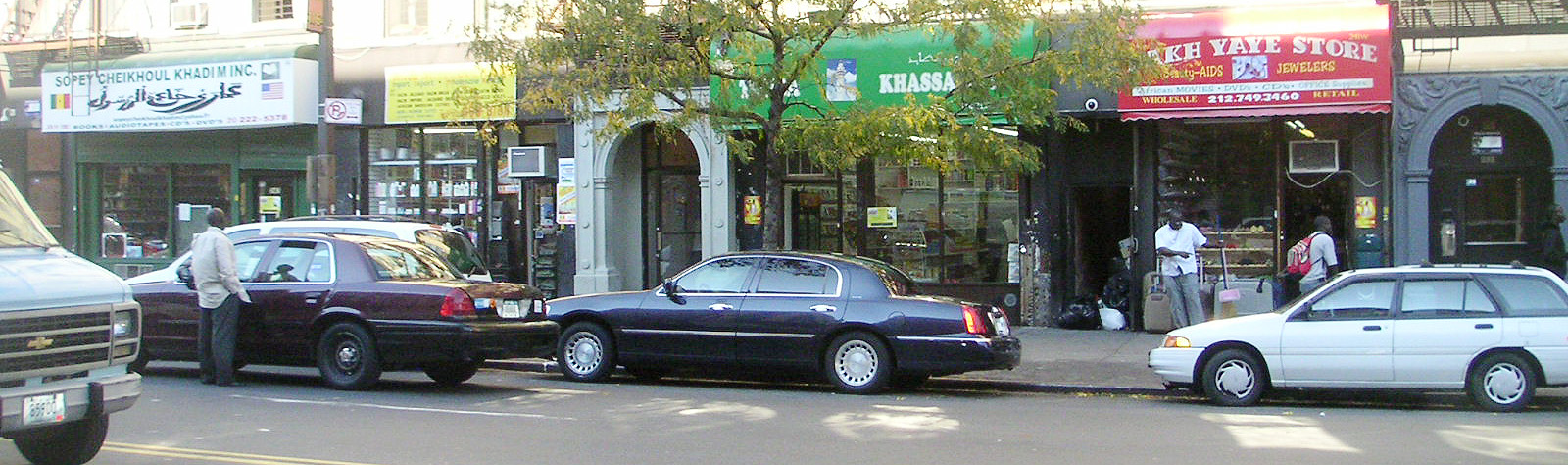
Läden entlang der 116th Street zwischen dem Adam Clayton Powell Jr. Boulevard und dem Frederick Douglass Boulevard in Harlem.